# Il comunista (film 1957)
Il comunista (Коммунист, Kommunist) è un film del 1957 diretto da Julij Jakovlevič Rajzman.